# Randy Ababio
Randy Ababio (Amsterdam, 8 oktober 1996) is een Ghanees–Nederlands voetballer die bij voorkeur als verdediger speelt.

## Clubcarrière
Ababio begon met voetballen bij SV Diemen waarna hij naar AVV Zeeburgia vertrok. Hij werd ontdekt door FC Utrecht en sloot in 2010 aan bij hun jeugdopleiding. Na drie jaar werd hij echter te licht bevonden en keerde hij terug naar Zeeburgia. In april 2014 sloot hij zich na een stage op amateurbasis aan bij de A1 van FC Volendam. Hij maakte ook zijn eerste minuten namens Jong FC Volendam.
In het seizoen 2015/16 werd Ababio bij het eerste elftal gehaald. Na twee keer zonder speelminuten bij de wedstrijdselectie te hebben gezeten, volgde zijn debuut. Op 10 december 2015, een dag voor de wedstrijd van FC Volendam tegen FC Oss, maakte trainer Robert Molenaar bekend dat Ababio als linksachter in de basis zou gaan starten als vervanger van de geblesseerde Jermano Lo Fo Sang. De volgende dag maakte de linksachter zijn debuut in het betaalde voetbal.
In mei 2016 werd bekend dat FC Volendam van enkele spelers afscheid nam waaronder Ababio. Begin 2017 sloot hij aan bij het Zweedse AFC Eskilstuna waar hij in het onder 21 team speelde. In augustus 2017 ging hij naar FC Lisse. Lisse degradeerde in 2018 uit de Tweede divisie, waarop Ababio verkaste naar VV De Meern.

## Interlandcarrière
Ababio werd één keer geselecteerd voor een Nederlands jeugdelftal. Op 10 april 2012 werd bekend dat trainer Ruud Dokter Ababio had opgenomen in de 30-koppige selectie van Nederland onder 16 voor een driedaagse stage in Delden. De eerste twee dagen waren er trainingen, op de laatste dag vond er een onderlinge wedstrijd plaats.